# Diagnosi molecolare
Diagnosi molecolare è un termine generale che ingloba un insieme di tecniche di biologia molecolare impiegate per l'identificazione e l'analisi di marcatori biologici nel genoma e proteoma.

## Introduzione
La diagnosi molecolare, così come tutti i processi di diagnosi medica, viene impiegata per identificare l'eziologia di una patologia: essa permette un'indagine di tipo genetico (ad esempio per identificare una mutazione nel DNA, o nella ricerca di materiale genetico virale) o proteico (tramite identificazione di particolari proteine).
I test molecolari possono essere diretti nel caso vengano ricercate molecole strutturali del patogeno (materiale genetico, proteine strutturali, ecc.) oppure indiretti nel caso vengano ricercati anticorpi prodotti dall'organismo contro queste molecole (che per l'appunto testimonieranno indirettamente la loro presenza)

## Metodi diagnostici di malattie infettive
Tra le diagnosi molecolare di malattie infettive possiamo trovare diverse strategie per il rilevamento di patogeni nell'organismo:
- i metodi classici ancora continuano ad essere i più efficienti (oltre economici) nel diagnosticare alcune infezioni patologiche importanti (infezioni urinarie, del tratto gastrointestinale, tubercolosi, malaria, babesiosi, ecc.). Tra loro troviamo la microscopia, le coltivazioni in vitro (emocoltura, urocoltura, coprocultura, coltivazione di funghi, ecc.), la colorazione chimica (colorazione di Gram, Giemsa e Wright, impregnazione argentica, reazione PAS, ecc.)  o i test biochimici o immunitari (test immunoenzimatico ELISA, immunofluorescenza diretta (IFD), inmunofluorescenza indiretta (IFI).[1] Questi ultimi sono metodi indiretti (non rilevano il materiale genetico del patogeno ma la risposta immunitaria verso di esso) e sono i più utilizzati per la caratterizzazione morfologica e fisiologica dell'agente infettivo. Questi metodi richiedono di una corretta risposta immune da parte dell'individuo.
- I metodi molecolari sono basati nel rilevamento del genoma del patogeno nell'organismo. Si ricorre a questi metodi quando i metodi classici non danno buoni risultati, ad esempio perché è difficile ricreare in laboratorio le condizioni ideali per crescere ed isolare il patogeno, oppure perché sono molto pericolosi e hanno alto rischio di contagio e richiedono una diagnosi precisa, o perché i metodi precedenti possono dare risultati inattendibili. I metodi molecolari generalmente garantiscono maggiore precisione, ma richiedono laboratori attrezzati (trattandosi di processi diagnostici altamente automatizzati che richiedono macchinari importanti sia dal punto di vista economico che degli spazi occupati). La diagnosi molecolare poi ovviamente presuppone che sia stato sequenziato il genoma del patogeno di interesse. I metodi molecolari più importanti utilizzati oggigiorno nella diagnosi di malattie infettive sono la reazione a catena della polimerasi (PCR), il sequenziamento e l'elettroforesi in campo pulsato (CHEF). Questi metodi sono diretti e ci indicano la presenza o assenza del materiale genetico del patogeno, e conseguentemente la presenza o assenza del patogeno nel paziente.

## Metodi di diagnosi genetica
Alcuni metodi molecolari di diagnosi genetica sono:
- Analisi cromosomica. Consiste in osservare se il cariotipo del paziente è normale, ossia, se il numero di cromosomi è corretto e se le dimensioni e ordine degli stessi sono normali.
- Ibridizzazione fluorescente in situ o FISH. Con questo tecnica si possono rilevare anormalità cromosomica, delezioni in un gene e altre alterazioni che possono provocare una malattia genetica.
- Reazione a catena della polimerasi o PCR. Questo metodo è basato nell'amplificazione del DNA. La realizzazione varia dipendendo della malattia da rilevare, ma in generale, consiste nell'amplificazione del frammento di DNA che si presuppone possieda la mutazione che genera la malattia, e realizza su questo frammento una prova accessoria, come l'uso specifico di un enzima di restrizione, ibridizzazione di microsatelliti o altre prove[non chiaro].
- Sequenziamento di DNA. Il sequenziamento diretto del DNA è uno dei migliori metodi per la diagnosi molecolare, poiché consiste nella lettura del gene o geni implicati in una malattia e la conferma diretta di che esiste o no una mutazione. Attualmente, il sequenziamento viene utilizzato molto poco poiché è una tecnica molto cara, operosa e nella maggior parte dei casi sostituibile con altre tecniche molecolari.

## Applicazioni

### Analisi prenatale
Le prove prenatali per le anomalie cromosomiche, come la sindrome di Down, si basano nell'analisi della quantità e l'aspetto dei cromosomi (il cariotipo). Le prove molecolari di diagnosi, come l'ibridizzazione genomica comparativa in microarray, esaminano un prelievo di DNA; essendo riscontrabile DNA fetale nel plasma, può essere ritenuta una tecnica microinvasiva.

### Trattamento
L'analisi di alcuni polimorfismi di un unico nucleotide rilevabili nei pazienti può aiutare a predire la rapidità con la quale vengono metabolizzati i farmaci Per esempio, l'enzima CYP2C19 metabolizza vari farmaci, come per esempio l'agente antitrombotico Clopidogrel nelle sue forme attive; i medici possono fare test per determinare questi polimorfismi e scoprire se i farmaci saranno pienamente efficaci per tali pazienti. Questo ambito di indagine viene chiamato farmacogenomica. Gli avanzamenti in biologia molecolare hanno aiutato a dimostrare che alcune sindromi, che sono state classificate previamente come una sola malattia, presentano in realtà molteplici sottotipi, con differenti cause e tratti. La diagnosi molecolare può aiutare a diagnosticare il sottotipo (per esempio: cancro e infezioni) o l'analisi genetica di una malattia con un componente ereditario, come la sindrome di Silver-Russell.

### Malattie infettive
La diagnosi molecolare è utilizzata per identificare malattie infettive come la clamidia, il virus dell'influenza e la tubercolosi, o ceppi specifici come il virus H1N1. La ricerca di ceppi specifici può permettere ad esempio il rilevamento di geni di resistenza a droghe che possiede, e quindi conoscere quali terapie evitare e quali invece impiegare.

### Cancro
Il cancro consiste in un cambiamento dei processi cellulari, causando la comparsa di una massa tumorale che cresce senza controllo. Ciò avviene a causa della comparsa di mutazioni in alcuni oncogeni, come KRAS e CTNNB1 (β-catenina). L'analisi molecolare delle cellule del cancro (il DNA e i suoi livelli di espressione tramite mRNA) permette ai medici di caratterizzare il cancro e scegliere la migliore terapia da applicare ai pazienti. Futuri biomarcatori potenziali includono molecole di microRNA, che le cellule del cancro esprimono più di quelle sane.

## Malattie
Esistono diagnosi molecolari per identificare molte malattie genetiche, come ad esempio:
- malattia di Huntington
- fibrosi cistica
- emocromatosi
- fattore V di Leiden
- distrofia muscolare di Duchenne
- sindrome di Prader-Willi

La quasi totalità delle malattie ad origine genetica, nonché i rispettivi metodi di analisi molecolare, possono essere reperiti nel database dell'OMIM (o progetto di Eredità Mendelian Inheritance in Man) o in MEDLINE.